# جلال‌الدین عبدالمجید ابوالخیر
جلال‌الدین عبدالمجید ابوالخیر (انگلیسی: Galal El-Din Abdel Meguid Abou El-Kheir؛ زادهٔ ۳ سپتامبر ۱۹۲۷) بازیکن واترپلو اهل مصر بود.